# مدرس (مجموعه تلویزیونی)
مجوعه تلویزیونی مدرس، نام یک مجموعه تلویزیونی ایرانی به کارگردانی هوشنگ توکلی و تهیه‌کنندگی اسماعیل شنگله محصول شبکه یک سیما در سال ۱۳۶۵ است.

## بازیگران
- محمدرضا حقگو
- فرخ نعمتی
- سیروس گرجستانی
- خسرو شکیبایی
- آتش تقی‌پور
- داود آریا
- مرتضی ضرابی
- حسن زارعی
- مجید رزاز
- جمشید جهانزاده
- سعید امیرسلیمانی
- صدرالدین حجازی
- کاظم بلوچی
- جلیل فرجاد
- فریده سپاه منصور

## خلاصه داستان
داستان زندگی سید حسن مدرس از ورود به به تهران و نامزد شدن وی در مجلس شورای ملی و درگیری مدرس با رضاشاه تا کشته‌شدنش.

## عوامل تولید
- کارگردان: هوشنگ توکلی
- کارگردان تلویزیونی: مسعود فروتن